# Iván Yefrémov

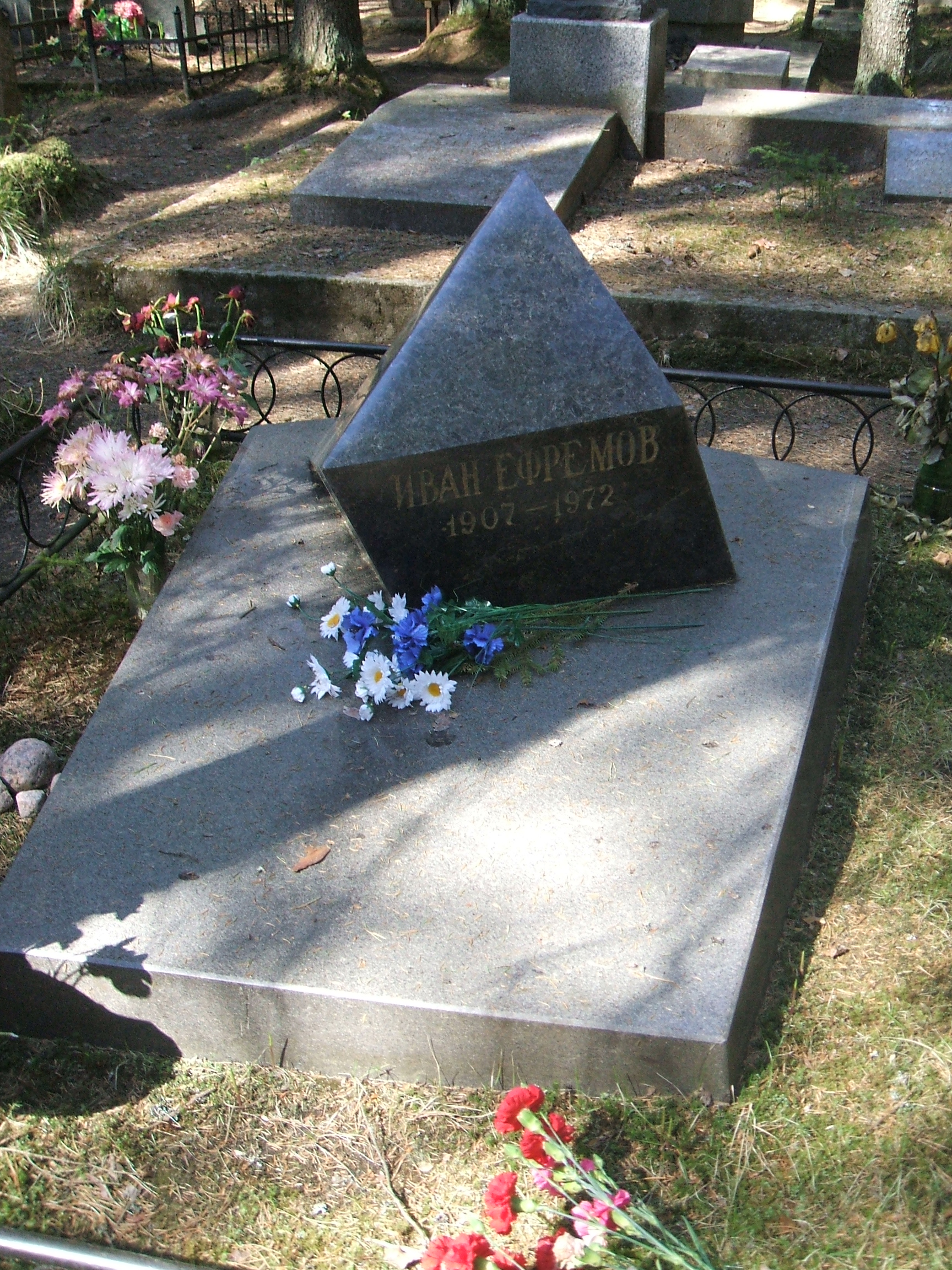
Tumba de Yefrémov en el cementerio de Komarovo (San Petersburgo, Rusia).

Iván Antónovich Yefrémov (del ruso: 'Иван Антонович Ефремов'), transliterado clásicamente como Efremov (22 de abril de 1908-5 de octubre de 1972) fue un paleontólogo y escritor de ciencia ficción ruso. Definió la Tafonomía (parte de la Paleontología que se ocupa del estudio de los procesos de fosilización y de la formación de los yacimientos de fósiles).
Entre 1946 y 1948 dirigió las expediciones paleontológicas soviético-mongolas al Desierto de Gobi, que proporcionaron importantes yacimientos con fósiles de dinosaurios del Cretácico Superior. Estas expediciones también le sirvieron de inspiración para alguno de sus relatos de ficción.

## Obra científica
Iván Yefrémov escribió más de 100 trabajos científicos, la mayoría en ruso. Se adjunta una lista de las obras publicadas en alemán o inglés (tomado de Chudinov, 1987)
- Yefrémov, Iván (1929): «Bentosaurus sushkini ein neuer Labirinthodont aus den Permo-Triassischen Ablagerungen des Scharchenga-Flussess, Nord-Duna Gouvernement». Izvestia Akademii Nauk SSSR (Proceedings of Acad. Sci. USSR. Phys. and Math.), 8: 757-770
- —- (1933): «Uber die Labyrinthodonten der UdUSSR. II. Permische Labyrinthodonten des fruheren Gouvernement Wjatka». Trudy Paleozoologicheskogo Instituta (Proceedings of Paleozoological Institute), 2: 117-158
- —- (1938): «Some new Permian reptiles of the USSR». Comptes Rendus (Doklady) Acad. Sci. USSR. Paleontol., 19(9): 771-776
- —- (1940): «Die Mesen-Fauna der Permischen Reptilien». Neues Jahrb. Min. Geol. Pal., 84.B: 379-466
- —- (1940): «Kurze Ubersicht uber die Formen der Perm- und Trias Tetrapoden - Fauna der UdUSSR». Centralbl. Min. Geol., Abth. B., 12: 372-383
- —- (1940): «Taphonomy: a new branch of Paleontology». Pan.-Amer. Geol., 74: 81-93
- —- (1940): «Ulemosaurus svijagensis Riab. - ein Deinocephale aus den Ablagerungen des Perm der USSR». Nove Acta Leopold. (N. F.), 9: 155-205
- —- (1957): «The Godwana system of India, and the live history in the later Paleozoic». J. Paleontol. Soc. India, Lucknow D.N. Wadia Jubilee number, 2: 24-28
- —- (1958): «Some consideration on biological bases of Paleontology». Vertebr. Palasiatica, 2(2/3): 83-99

## Obra de ficción
Narrativa de Yefrémov con traducción al castellano (toda publicada como "Efremov",  transliteración clásica del nombre):

### Novela
- La Nebulosa de Andrómeda (Туманность Андромеды), 1957
  - Ediciones en lenguas extranjeras, Moscú (1965)
  - Editorial Arte y Literatura,La Habana,  Colección El Dragón (1969)
  - Editorial Mir, Moscú (1967)
  - Editorial Planeta, S.A., Barcelona, Planeta Infinito, 133: 376 págs.(1976) ISBN 84-320-1433-8
  - Editorial Suma Qamaña, Buenos Aires (2015)
- En el extremo de Oikumene o El país de espuma (На краю Ойкумены), 1946
- Hoja de afeitar (Лезвие бритвы), 1959-1963
- La Hora del Toro (Час быка), 1963-1968
  - Editorial Sputnik, Buenos Aires, 2020
- Taís de Atenas (Таис Афинская), 1971-1972

### Narración corta
- El pico sublunar (Голец Подлунный), 1944
  - En: Olgoi-Jorjoi y otros relatos. Ediciones Albia, S.A., Madrid,  Albia ficción, 6: 43-76 (1978) ISBN 84-7436-306-3
- Olgoi-Jorjoi (Олгой-Хорхой), 1944
  - En: Olgoi-Jorjoi y otros relatos. Ediciones Albia, S.A.,Madrid,  Albia ficción, 6: 163-183 (1978) ISBN 84-7436-306-3
- Encuentro en Tuskarora (Встреча над Тускаророй), 1944
  - En: Olgoi-Jorjoi y otros relatos. Ediciones Albia, S.A., Madrid, Albia ficción, 6: 7-41 (1978) ISBN 84-7436-306-3
- La bahía de las corrientes irisadas (Бухта Радужных Струй), 1945
  - En: Olgoi-Jorjoi y otros relatos. Ediciones Albia, S.A., Madrid, Albia ficción, 6: 139-161 (1978) ISBN 84-7436-306-3
- La sombra del pasado (Тень Минувшего), 1945
  - Nueva Dimensión, 91 (1977)
  - En: Olgoi-Jorjoi y otros relatos. Ediciones Albia, S.A., Albia ficción, 6: 77-137 (1978) ISBN 84-7436-306-3
  - En: Lo mejor de la ciencia ficción soviética II. Ediciones Orbis, S.A., Barcelona, Biblioteca de Ciencia Ficción, 63: 27-60 (1986) ISBN 84-7634-566-6
- Naves de estrellas (Звёздные Корабли), 1948
  - En: Bergier, Jacques Lo mejor de la ciencia ficción rusa. Editorial Bruguera, Barcelona, Libro amigo, 88 (1968) ISBN 84-02-00543-8
- El corazón de la serpiente (Сердце Змеи), 1958
  - En: VV.AA. El corazón de la serpiente. Ediciones en lenguas extranjeras, Moscú, Biblioteca "Novelas Soviéticas de Ficción Científica" (1962)
- El secreto heleno (Эллинский секрет), 1968
  - Nueva Dimensión, 19 (1971)
  - En: Lo mejor de la ciencia ficción soviética II. Ediciones Orbis, S.A., Barcelona, Biblioteca de Ciencia Ficción, 63: 11-26 (1986) ISBN 84-7634-566-6

## Adaptaciones cinematográficas
- 1967: Andromeda Nebula (Туманность Андромеды), del director ruso Yevgeni Sherstobitov. Basada en la novela La nebulosa de Andrómeda.

## Homenajes
- El asteroide (2269) Efremiana fue nombrado así en su honor.